# Elbay Gasimzade
 (juin 2021).
La mise en forme du texte ne suit pas les recommandations de Wikipédia : il faut le « wikifier ».
Les points d'amélioration suivants sont les cas les plus fréquents :
- Les titres sont pré-formatés par le logiciel. Ils ne sont ni en capitales, ni en gras.
- Le texte ne doit pas être écrit en capitales (les noms de famille non plus), ni en gras, ni en italique, ni en « petit »…
- Le gras n'est utilisé que pour surligner le titre de l'article dans l'introduction, une seule fois.
- L'italique est rarement utilisé : mots en langue étrangère, titres d'œuvres, noms de bateaux, etc.
- Les citations ne sont pas en italique mais en corps de texte normal. Elles sont entourées par des guillemets français : « et ».
- Les listes à puces sont à éviter, des paragraphes rédigés étant largement préférés. Les tableaux sont à réserver à la présentation de données structurées (résultats, etc.).
- Les appels de note de bas de page (petits chiffres en exposant, introduits par l'outil «  Source ») sont à placer entre la fin de phrase et le point final[comme ça].
- Les liens internes (vers d'autres articles de Wikipédia) sont à choisir avec parcimonie. Créez des liens vers des articles approfondissant le sujet. Les termes génériques sans rapport avec le sujet sont à éviter, ainsi que les répétitions de liens vers un même terme.
- Les liens externes sont à placer uniquement dans une section « Liens externes », à la fin de l'article. Ces liens sont à choisir avec parcimonie suivant les règles définies. Si un lien sert de source à l'article, son insertion dans le texte est à faire par les notes de bas de page.
- La présentation des références doit suivre les conventions bibliographiques. Il est recommandé d'utiliser les modèles {{Ouvrage}}, {{Chapitre}}, {{Article}}, {{Lien web}} et/ou {{Bibliographie}}. Le mode d'édition visuel peut mettre en forme automatiquement les références.
- Insérer une infobox (cadre d'informations à droite) n'est pas obligatoire pour parachever la mise en page.

Pour une aide détaillée, merci de consulter Aide:Wikification.
Si vous pensez que ces points ont été résolus, vous pouvez retirer ce bandeau et améliorer la mise en forme d'un autre article.
Elbay Gasimzade (en azéri : Elbay Ənvər oğlu Qasımzadə), né le 26 décembre 1948 à Bakou, est un architecte honoré de la RSS d'Azerbaïdjan, président de l'Union des architectes d'Azerbaïdjan.

## Biographie
En 1971-1975, il travaille sur les problèmes d'architecture du paysage, de paysage naturel, d'harmonisation des bâtiments érigés dans différents quartiers de Bakou, et s’occupe des questions pareilles. En 1976, il étudie l'urbanisme à l'école supérieure de l'Institut d'architecture et d'art de l'Académie nationale des sciences d'Azerbaïdjan.
En 1975-1989, il travaille à l'Institut républicain de conception de la construction dans les zones rurales et l'auteur de projets pilotes pour un certain nombre de petites agglomérations. À cette époque, il est étroitement impliqué dans les problématiques du Programme International «Architecture de paille» ; il est l'auteur de divers projets dans ce domaine.
De 1989 à 2001,  Elbay Gasimzade est architecte en chef de Bakou, chef du département principal de l'architecture et de l'urbanisme à la mairie de Bakou.
En 1998, il fonde et dirige aujourd'hui l'entreprise d'architecture El & En, connue non seulement en Azerbaïdjan, mais aussi à l'étranger.

## Projets
Il est l'auteur de plus de 150 projets, dont plusieurs ont été réalisés. Parmi eux se trouvent les stations de métro de Bakou (comme la station Ulduz), le mémorial « Feu éternel » dans l'Allée des Martyrs, etc. Il est l'auteur de plus de 80 articles et 14 livres.
Il participe à plusieurs reprises à des concours internationaux "Le meilleur projet de l'année", organisés par l'Association des syndicats d'architectes des pays de la CEI et obtient 34 diplômes.

## Travail académique
Il est membre à part entière et vice-président de l'Académie internationale d'architecture orientale, académicien de l'Académie internationale d'architecture (UNESCO) et de l’Union internationale des architectes (UIA), professeur de l'Université d'architecture et de construction d'Azerbaïdjan. Depuis 2016, il dirige le Centre académique d'Azerbaïdjan de la branche moscovite de l'Académie internationale des architectes. Il est membre du Conseil de l'Union internationale des architectes depuis 2017. 
Sur instruction du Président de la République d'Azerbaïdjan, un livre sur l'architecture est publié en 2013 en 25 titres, en azerbaïdjanais, anglais et russe, ainsi qu'un recueil de 5 volumes d'« Histoire de l'architecture d'Azerbaïdjan » préparé pour la première fois sous la direction d’Elbay Gasimzade.

## Distinctions
- Prix national Humay
- 2000: Ordre de Chohrat[3].
- 25 décembre 2018: Ordre d'honneur.
- 2019: titre de membre honoraire de l'Institut coréen d'architecture et médaille d'or.
- 25 décembre 2023: Ordre du "Travail" 2ème classe[4].